# Saint-Mathieu-du-Parc
Saint-Mathieu-du-Parc es un municipio canadiense situado en la provincia de Quebec.

## Superficie
Saint-Mathieu-du-Parc tiene una superficie de 218,85 km².

## Demografía
En 2021, tenía 1482 habitantes, una densidad poblacional de 6,8 hab./km², y 1164 viviendas.